# Of (stad)
Of (Grieks: Ώφις, Óphis, historisch ook bekend als Ophisunte en in het Lazisch: Oput'e) is een kleine stad in de Turkse provincie Trabzon bij de monding van de Solaklı-rivier en -vallei aan de Zwarte Zee. Of is de grootste stad langs de Turkse kust tussen de steden Trabzon en Rize aan de E97. Het is een ietwat rommelig, klein stadje, dat voornamelijk leeft van landbouw en overnachtingen van reizigers langs de Turkse kustweg. In enkele decennia is de stad enorm gegroeid met vele nieuwe appartementencomplexen.
Het is niet exact bekend wanneer de stad werd gesticht; de hiervoor genoemde steden stammen uit de 8e eeuw v.Chr. en werden gesticht door kolonisten uit Milete. In ieder geval vanaf de 2e eeuw v.Chr. was er hier een Griekse nederzetting. 
De bewoners van de Ofvallei bestaan voor een groot deel uit Grieks sprekende moslims; de Romeyka(-sprekers). In de 15e eeuw viel het Keizerrijk Trebizonde, waarvan de stad deel uitmaakte, in handen van de Ottomanen. Tussen de 17e en de 19e eeuw gingen de meeste inwoners van deze vallei uit eigen keuze over op de islam. Zij bleven echter hun Griekse taal spreken. Vrijwel alle inwoners van de vallei bekeerden zich tot de islam, op een kleine groep Orthodoxe Grieken na, die zich concentreerden rond het zuidelijke district Dernekpazarı. Enkele honderden van hen werden na de Turkse onafhankelijkheidsoorlog uitgewisseld met Griekenland tegen moslims. Zo'n vierhonderd van hun nazaten kan men vandaag nog aantreffen in het dorpje Nea Trapezounta, in Grieks Macedonië, waar de meeste christenen uit de vallei heen zijn verhuisd.
De bewoners van Of worden in Turkije geroemd om hun verzet tegen het Russische leger in de Eerste Wereldoorlog. Enkele honderden mannen wisten de duizenden Russische en Armeense troepen maandenlang tegen te houden, waardoor deze niet direct door konden steken naar Trabzon, het centrum van de Ottomaanse macht in deze regio (Pontus). 
Een relatief groot deel van de inwoners van Of en de dorpen in het district is volgeling van conservatieve soefi-stromingen. De stad en haar omgeving hebben vele islamitische leiders voortgebracht, waaronder Mahmut Ustaosmanoğlu, de huidige leider van de invloedrijke İsmailağa Nakshibandi in Istanbul, waartoe ook president Recep Tayyip Erdoğan behoort. Yasin Gündoğdu is een andere invloedrijke jonge imam uit Of die voor Diyanet in Istanbul een pro-regering geluid vertolkt.
- Library of Congress Control Number: n88218431
- Nationale Bibliotheek van Israël: 987007560366705171
- Virtual International Authority File: 159985169